# Péter Erdő
Péter Erdő (ur. 25 czerwca 1952 w Budapeszcie) – węgierski duchowny katolicki, arcybiskup metropolita Esztergomu (Ostrzyhomia-Budapesztu), kardynał, prymas Węgier.

## Życiorys
Studiował w seminariach w Esztergomie i Budapeszcie, święcenia kapłańskie przyjął 18 czerwca 1975 w Budapeszcie z rąk László Lékaia. Inkardynowany do archidiecezji Esztergom, przez dwa lata był wikarym parafii w Dorog. W latach 1977–1980 odbył uzupełniające studia w Rzymie, uwieńczone doktoratami z teologii i prawa kanonicznego na Papieskim Uniwersytecie Laterańskim. Po powrocie na Węgry był profesorem seminarium w Esztergomie; w 1988 związał się z Katolickim Uniwersytetem Pétera Pázmánya w Budapeszcie, gdzie był kolejno profesorem, dziekanem Wydziału Teologicznego (1997) i rektorem (1998). W 1986 wykładał gościnnie na rzymskim Papieskim Uniwersytecie Gregoriańskim. Jako ekspert wziął udział w II specjalnej sesji Światowego Synodu Biskupów na temat Kościoła w Europie w październiku 1999 roku.
5 listopada 1999 Jan Paweł II mianował go biskupem pomocniczym Székesfehérvár, ze stolicą tytularną Puppi; 6 stycznia 2000 także papież udzielił mu w Watykanie sakry biskupiej. W grudniu 2002 Erdő został promowany na stolicę arcybiskupią i prymasowską Esztergom-Budapeszt. Rok później, 21 października 2003, odebrał z rąk papieża nominację kardynalską, z tytułem prezbitera S. Balbinae. Był najmłodszym uczestnikiem konklawe po śmierci Jana Pawła II w kwietniu 2005 roku.
W latach 2005–2015 był przewodniczącym Konferencji Episkopatu Węgier.
W październiku 2006 został wybrany na przewodniczącego Rady Konferencji Episkopatów Europy.
W roku 2011 Uniwersytet Kardynała Stefana Wyszyńskiego w Warszawie przyznał mu tytuł doktora honoris causa.
Brał udział w konklawe 2013 które wybrało papieża Franciszka oraz w konklawe 2025, gdzie wybrano papieża Leona XIV